# Cynoscion nothus
Cynoscion nothus es una especie de pez de la familia Sciaenidae en el orden de los Perciformes.

## Morfología
• Los machos pueden llegar alcanzar los 36 cm de longitud total.
- Número de  vértebras: 27.[1][2]

## Alimentación
Come principalmente crustáceos y peces.

## Hábitat
Es un pez de clima tropical (38°N-20°N) y demersal.Escribe

## Distribución geográfica
Se encuentra en el  Atlántico occidental: desde Maryland hasta el noreste de Florida (los Estados Unidos) y el Golfo de México.

## Observaciones
Es inofensivo para los humanos.